# Sphaenorhynchus dorisae
Sphaenorhynchus dorisae és una espècie que es troba al Brasil, Colòmbia, l'Equador, Perú i, possiblement també, Bolívia.